# Péquenaud
 (mai 2014).
Si vous disposez d'ouvrages ou d'articles de référence ou si vous connaissez des sites web de qualité traitant du thème abordé ici, merci de compléter l'article en donnant les références utiles à sa vérifiabilité et en les liant à la section « Notes et références ».
Un péquenaud (orthographié également péquenot ou plus rarement « pecnot »), aussi appelé « plouc », « bouseux » ou « cul-terreux », est un terme péjoratif employé pour décrire le stéréotype du campagnard simple, du rustre dans un sens péjoratif, pour s'en moquer. Par extension, le terme péquenaud peut aussi, dans un contexte plus léger ou comique, désigner une personne perçue comme dénuée de goût ou de raffinement, souvent qualifiée de « pécore », «nigaud » ou « pataud » selon les contextes. Ces variantes sont utilisées pour décrire de manière moqueuse des comportements jugés maladroits ou décalés par rapport aux normes sociales établies.
Le mot provient probablement de pequeño (« petit » en espagnol). En gascon, on parle de picabosics, picabodics ou picatalòs. Toutes les formes du mot dériveraient du latin pagus (village) ; le suffixe étant formé sous l'influence de « croquenot ».
Selon Alain Rey, le mot serait dérivé de « pékin » ou « péquin » (avare, chétif, malingre) ou bien de « pècque » (femme sotte et prétentieuse). Il précise que l’origine est incertaine.
Daniel Simon renvoie l’origine du mot au « guide Péquegnot » qui était destiné aux provinciaux visitant Paris.

## Historique et utilisation du terme

### Angleterre
En Angleterre, le péquenaud (« yokel ») est traditionnellement dépeint comme un vieux fermier de West Country portant un chapeau de paille et habillé d'un sarrau blanc, mâchant ou suçant un bout de paille, tenant une fourche ou un râteau, écoutant de la musique traditionnelle du style « Scrumpy and Western (en) ». Les péquenauds sont décrits comme vivant dans des zones rurales de la Grande-Bretagne telles que les Yorkshire Dales, le West Country ou le comté de Norfolk / Suffolk. Ils parlent un patois d'une partie de l'Angleterre.
À partir des années 1950 et 1960, le développement de la télévision a permis d'intégrer dans la culture britannique la représentation de ces communautés, auparavant ignorées. Internet continue de véhiculer cette image, accentuant le fossé entre la ville et la campagne.

### États-Unis
Aux États-Unis, on trouve différents termes : le redneck, au cou rougi par le soleil, est un fermier pauvre et peu éduqué, et provient essentiellement du mi-ouest des États-Unis. Le « cracker » provient plus particulièrement de Géorgie et de Floride. Le hillbilly (littéralement, le « Guillot des collines ») provient des Appalaches et des Monts Ozarks.

### France
En France, les péquenauds sont décrits comme étant des campagnards vivant de façon jugée primitive par les urbains. Ils sont également présentés comme bornés à leurs préoccupations quotidiennes), souvent bassement matérielles aux yeux de la bourgeoisie des villes, tels que leurs vaches, la météo ou le fait que « rien n'est et ne sera jamais plus comme avant » (illustré par l'expression « Ça eut payé » de l'humoriste Fernand Raynaud).
L'utilisation du péquenaud permet de décrire les campagnards, mais plus généralement, les individus aux manières peu délicates, à l'instar des Deschiens. Chacun des personnages composant cet univers correspond à une région de France. Ce type de personnage de fiction est généralement représenté en costumes kitsch ou folkloriques (au sens français, souvent dépréciatif, de ce terme).

## Exemples dans la fiction
- Les personnages des Deschiens ;
- Cletus Spuckler, un personnage de la série de dessin-animé, Les Simpson.
- Le nom du méchant dans le film Cars est « Chick Hicks » (hick = « cul-terreux » en anglais), une Buick Regal des années 1980 ;
- Les Yokel, interprétés par Ronnie Barker et Ronnie Corbett dans The Two Ronnies (en) ;
- L'infirmière dans South Pacific se décrit elle-même comme une « hick » de Little Rock, Arkansas ;
- Le fermier sans nom qui aide Zangdar et Reivax dans l'épisode bonus L'escapade de Zangdar du Donjon de Naheulbeuk ;
- Tucker et Dale dans Tucker et Dale fightent le mal, écrit et réalisée par Eli Craig, sorti en 2010.